# Fiji Airways
Fiji Airways (trước đây là Air Pacific) là hãng hàng không quốc gia của quốc đảo Fiji. Hãng mở các chuyến bay nội địa và quốc tế kết nối các hòn đảo ở Nam Thái Bình Dương và Úc; Hoa Kỳ và Hồng Kông. Hãng cũng là đối tác lớn về chương trình khách hàng thường xuyên của Qantas và American Airlines và Alaska Airlines. (Mặc dù không thuộc liên minh hàng không Oneworld mà Qantas và American Airlines làm chủ chốt). Trụ sở chính của hãng là ở Air Pacific Maintenance & Administration Centre ở Sân bay quốc tế Nadi, Fiji.

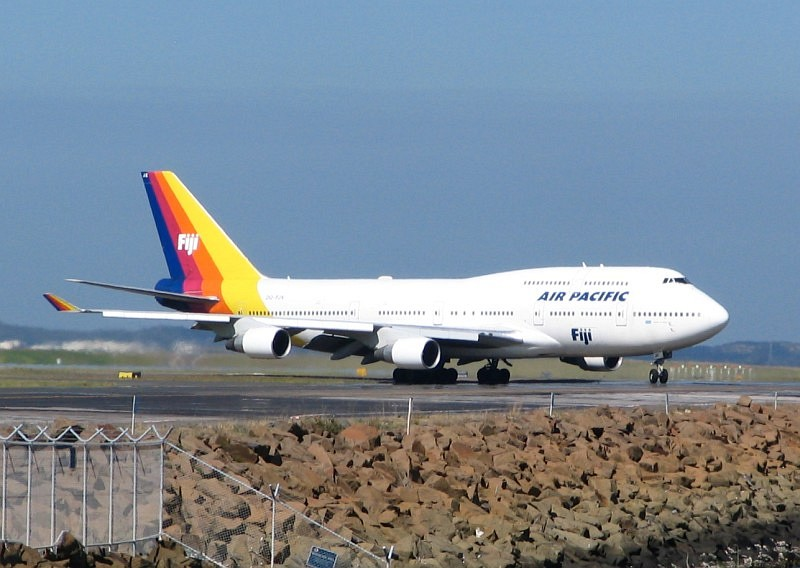
Air Pacific B747 tại sân bay Sydney

## Lịch sử
Hãng được thành lập và bắt đầu hoạt động vào năm 1951, bởi phi công người Úc Harold Gatty. Hãng trước kia hoạt động dưới tên Fiji Airways, và trụ sở và trạm trung chuyển được đặt tại sân bay quốc tế Naosuri, Suva.
Air Pacific bắt đầu phục vụ đi Hoa Kỳ vào năm 1983. Ngoại trừ năm 2001, hãng đã thu  được lợi nhuận mỗi năm từ 1995-2004. Hơn 500.000 khách đã bay Air Pacific vào năm 2004. Hãng cũng đã có trách nhiệm bắt đầu dịch vụ quốc tế đi Canberra, Úc với hai chuyến bay mỗi tuần. Nhưng tiếc rằng, hãng chỉ phục vụ được một thời gian rồi buộc phải ngưng.
Air Pacific mua lại sun Air, một hãng khác cũng thuộc Fiji. Điều này đã giúp Air Pacific hình thành một công ty con mới, Pacific Sun.
Air Pacific được chia bởi nhiều cổ phần và bởi nhiều công ty và quốc gia khác nhau. Chính phủ Fiji chiếm số cổ phần lớn nhất với 51%, tiếp đến là QANTAS thuộc Úc, chiếm 46.32%. Air New Zealand thuộc New Zealnad, và chính phủ các nước Kiribati, Samoa, Tonga và Nauru chiếm giữ phần còn lại. Tổng số nhân viên hiện nay của hãng là 771 người.
Trong năm 2008, hãng định rút khỏi thị trường Nhật Bản. Hãng đã tìm mọi cách để kích thích hành khách từ Nhật Bản cho tuyến bay này của hãng nhưng không mấy thành công. Sau đó, hãng lại rút Vancouver khỏi đường bay của mình mà hãng đã phục vụ qua quá cảnh tại Sân bay quốc tế Honolulu, Honolulu, Hawaii, Hoa Kỳ mà hãng đã phục vụ từ năm 2000.
Air Pacific công bố một kỷ lục mất thuế 65,3 triệu đô la Fiji (tương đương 35,3 triệu đô la Mỹ cho năm tài chính khủng hoảng 2009-2010. Năm trước đó, hãng cũng đã mất đi 5,2 triệu đô la Fiji thuế (tương đương 2,8 triệu đô la Mỹ). Chủ tịch Nalin Patel cho biết đây là năm tài chính khó khăn nhất cho các công ty do chi phí nhiên liệu cao, tác động của cạnh tranh mới, giá vé thấp hơn và cuộc khủng hoảng tài chính toàn cầu.
Trong tháng 4 năm 2011, Air Pacific chính thức thông báo hủy bỏ các đơn đặt hàng của dòng máy bay Boeing B787.
Tháng 10 năm 2011, hãng đã công bố sẽ nhận 3 chiếc Airbus A330-200 từ Airbus

## Các điểm đến
Fiji Airways phục vụ 23 điểm đến tại khu vực Thái Bình Dương. Và là một thành viên không trực tiếp của liên minh OneWorld từ 5 tháng 12 2018.
| Nước                      | Thành Phố      | Ghi chú      | Ref.          |
| ------------------------- | -------------- | ------------ | ------------- |
| Úc                        | Adelaide       | Đã ngưng     | [ 1 ] [ 2 ]   |
| Úc                        | Brisbane       |              | [ 3 ]         |
| Úc                        | Canberra       | Đã ngưng     | [ 4 ]         |
| Úc                        | Gold Coast     | Đã ngưng     | [ 5 ]         |
| Úc                        | Melbourne      |              | [ 3 ]         |
| Úc                        | Sydney         |              | [ 3 ]         |
| Canada                    | Vancouver      | Đã ngưng     | [ 6 ]         |
| Trung quốc (và Hong Kong) | Bắc Kinh       | Theo mùa     | [ 7 ]         |
| Trung quốc (và Hong Kong) | Hàng Châu      | Theo mùa     | [ 8 ]         |
| Trung quốc (và Hong Kong) | Thượng Hải     | Theo mùa     | [ 7 ] [ 9 ]   |
| Trung quốc (và Hong Kong) | Hồng Kông      |              | [ 3 ]         |
| Fiji                      | Nadi           | Trụ sở chính | [ 3 ]         |
| Fiji                      | Suva           | Trụ sở       | [ 3 ]         |
| Nhật Bản                  | Tokyo          |              | [ 10 ]        |
| Kiribati                  | Tarawa         |              | [ 3 ]         |
| Kiribati                  | Kiritimati     |              | [ 3 ]         |
| New Zealand               | Auckland       |              | [ 3 ]         |
| New Zealand               | Christchurch   |              | [ 3 ]         |
| New Zealand               | Wellington     |              | [ 11 ]        |
| Papua New Guinea          | Port Moresby   | Đã ngưng     | [ 12 ]        |
| Samoa                     | Apia           |              | [ 3 ]         |
| Singapore                 | Singapore      |              | [ 13 ] [ 14 ] |
| Solomon Islands           | Honiara        |              | [ 3 ]         |
| Đài Loan                  | Taipei         | Theo mùa     | [ 15 ]        |
| Tonga                     | Neiafu         | Đã ngưng     | [ 3 ]         |
| Tonga                     | Nukuʻalofa     |              | [ 3 ]         |
| Tuvalu                    | Funafuti       | Đã ngưng     | [ 3 ]         |
| Hoa Kỳ                    | Honolulu       |              | [ 3 ]         |
| Hoa Kỳ                    | Los Angeles    |              | [ 3 ]         |
| Hoa Kỳ                    | San Francisco  |              | [ 16 ]        |
| Vanuatu                   | Port Vila      |              | [ 3 ]         |
| Vanuatu                   | Espiritu Santo | Đã ngưng     |               |

### Liên danh
Fiji Airways hiện đang có các chuyến bay liên danh với các hãng sau đây:
- Air India
- Air New Zealand
- Air Vanuatu
- Alaska Airlines
- American Airlines
- British Airways
- Cathay Pacific
- Finnair[19]
- Hong Kong Airlines
- Japan Airlines
- Jetstar Airways
- Jetstar Asia
- Qantas
- Samoa Airways[20]
- Singapore Airlines[21][22]
- Solomon Airlines

## Đội bay

### Đội bay hiện tại

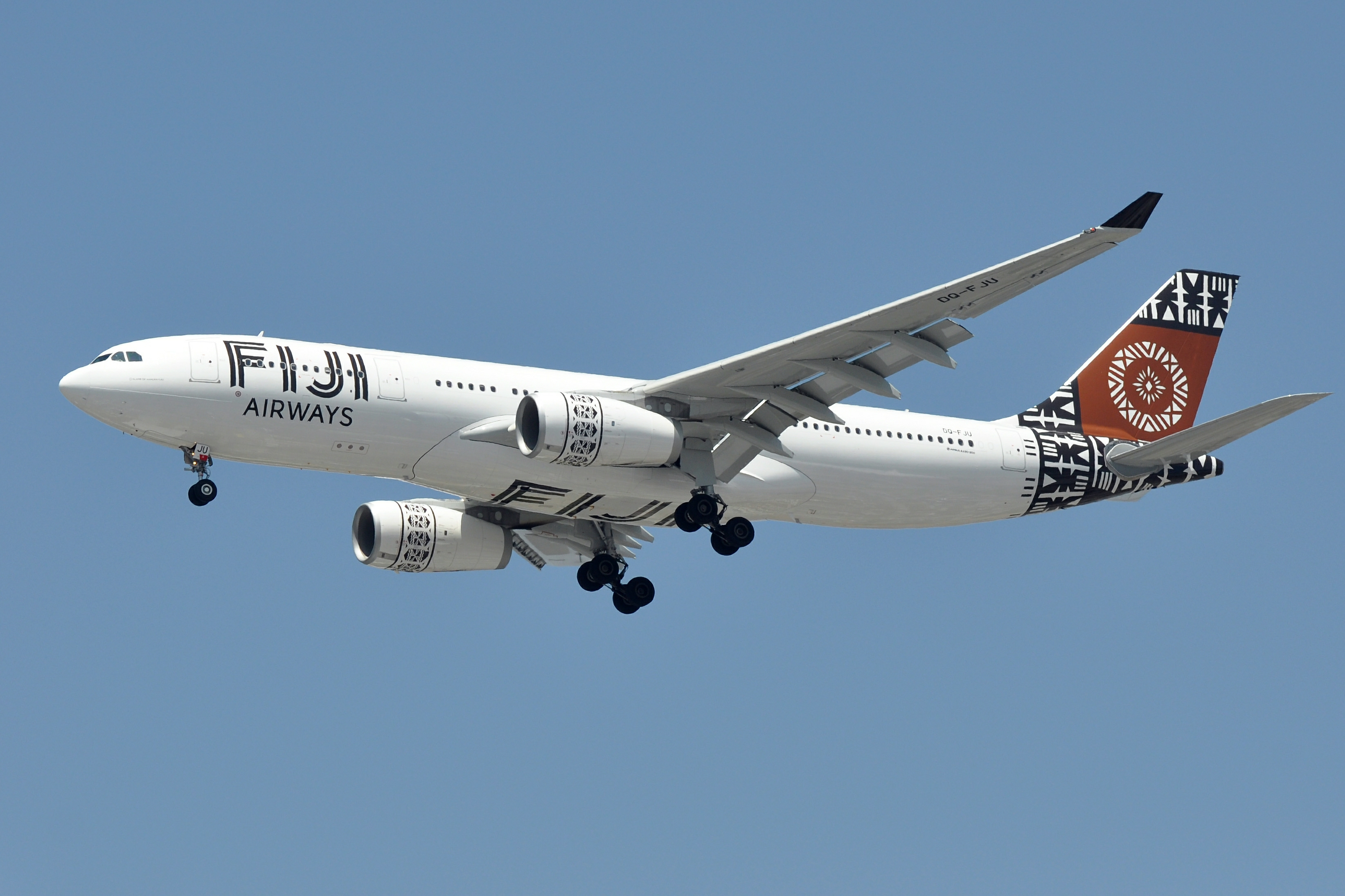
Fiji Airways Airbus A330-200

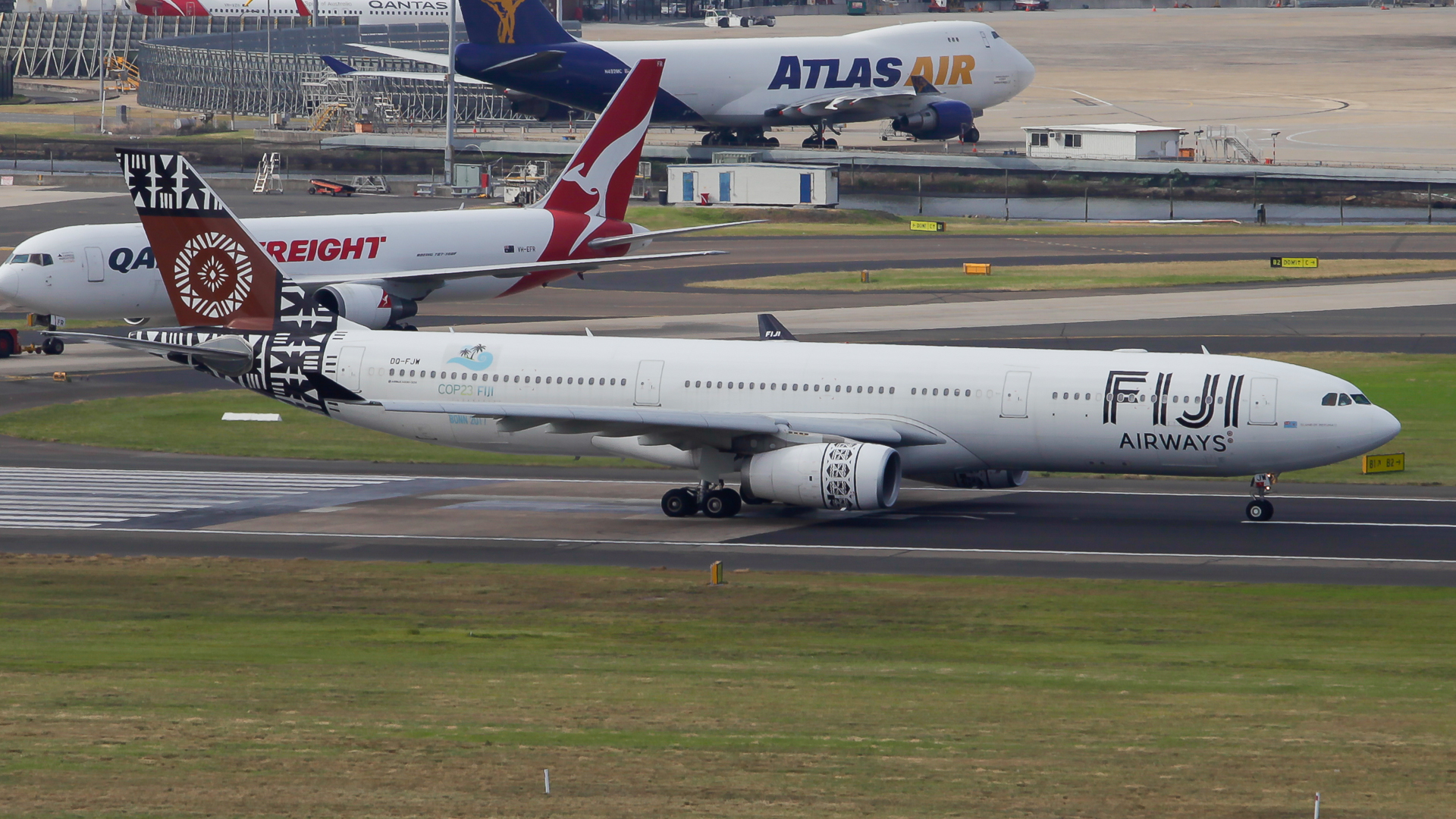
Fiji Airways Airbus A330-300

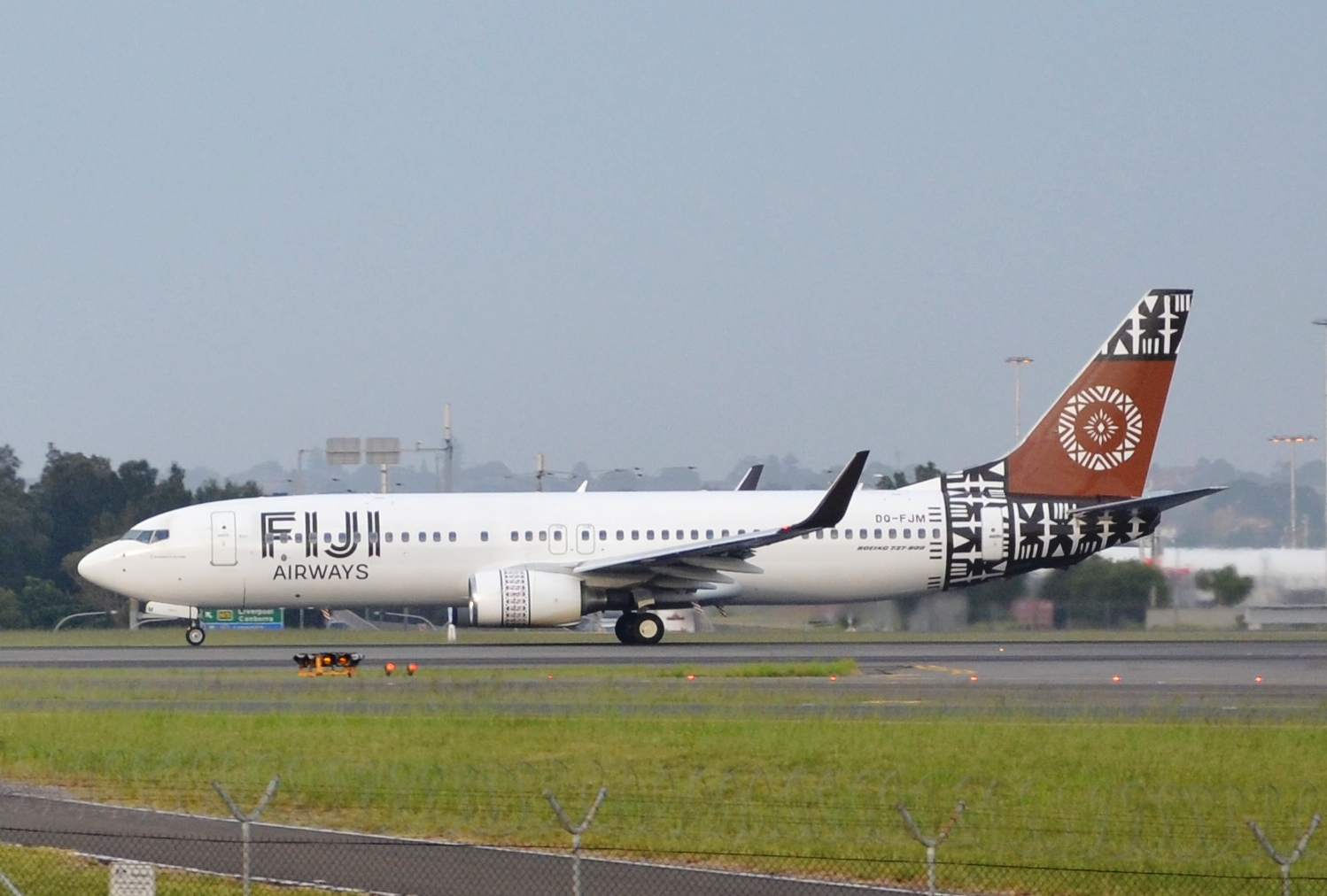
Fiji Airways Boeing 737-800

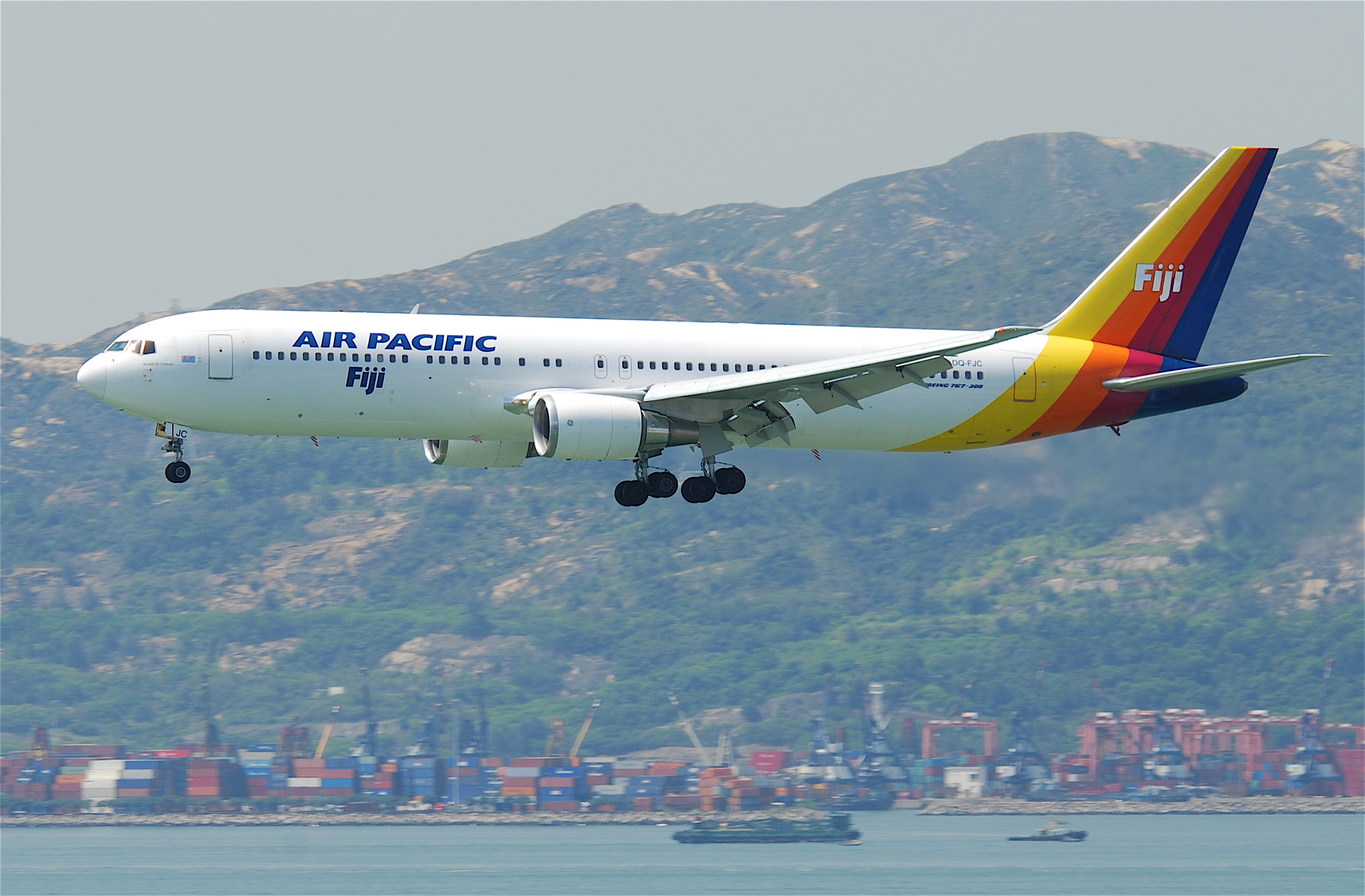
Boeing 767-300ER vẫn còn trong màu sơn của Air Pacific 8/2011.

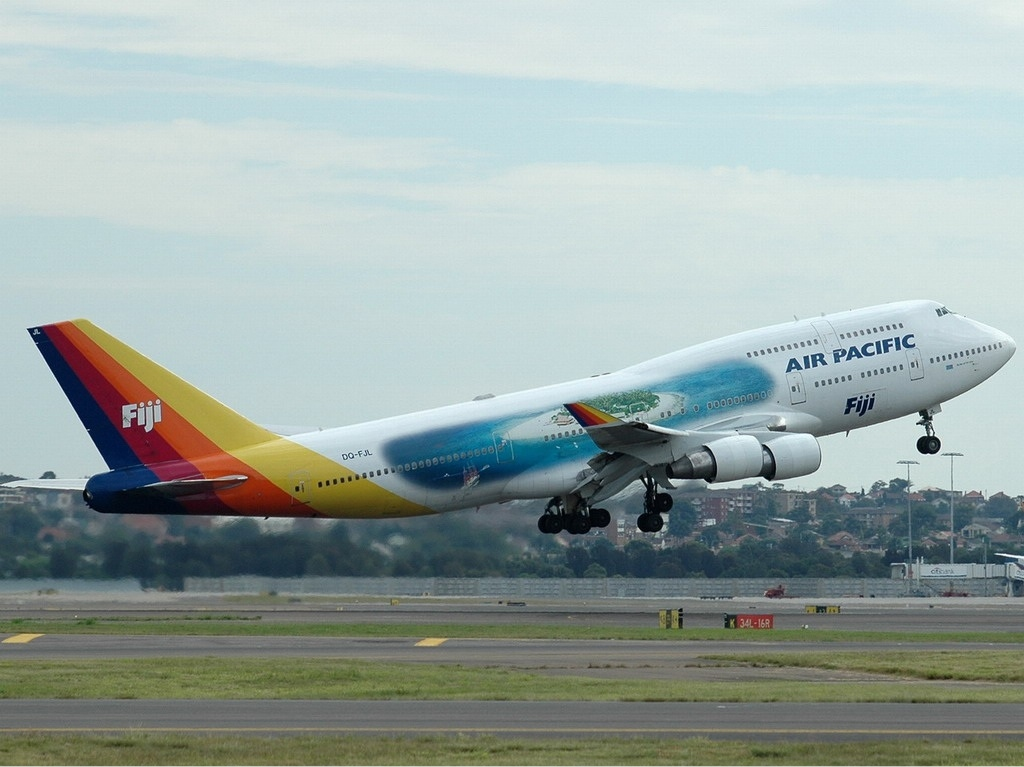
Air Pacific Boeing 747-400 cất cánh tại sân bay Sydney.

Tính đến  tháng 9 năm 2020, Fiji Airways bao gồm những tàu bay sau đây:

### Đội bay cũ
Hãng có số tàu bay cũ của hãng như Boeing 777 (thuê ướt), Boeing 767, Boeing 747, BAC One-Eleven và McDonnell Douglas DC-10. Thông tin chi tiết:
Một số dòng máy bay khác:
- ATR 42 - vẫn còn hoạt động cho Fiji Link
- ATR 72 - vẫn còn hoạt động cho Fiji Link
- Britten-Norman Trislander
- de Havilland Australia DHA-3 Drover
- de Havilland Heron
- de Havilland Rapide
- Douglas DC-3
- Embraer EMB-110 Bandeirante
- Hawker Siddeley HS 748
- Viking Air DHC-6 Twin Otter - vẫn hoạt động cho Fiji Link
- Boeing 737 MAX - cấm hoạt động do các vụ tai nạn của Lion Air Flight 610 và Ethiopian Airlines Flight 302

## Các hạng dịch vụ

### Hạng phổ thông
Hạng phổ thông của Air Pacific là Pacific Voyageur Class. Khoảng cách giữa các ghế lên đến 32 inch. Ghế có độ rộng khoàng 18 inch tùy thuộc vào loại máy bay. Trên dòng B747, hãng cung cấp cho hành khách chương trình giải trí với 12 kênh truyền hình khác nhau cùng với 8 kênh phát thanh khác nhau. Còn lại, màn hình được cung cấp trên cao, và mặt trước của mỗi khoang và có hệ thống âm thanh tốt hơn để đặt tiêu chuẩn AVOD của hãng hàng không lớn khác. Các bữa ăn và các dịch vụ thức uống cũng đã bao gồm trong giá vé máy bay. Hạng ghế bố trí phía sau hạng thương gia, kể cả ở trên tầng 2 của B747.

### Hạng thương gia
Hạng thương gia của hãng còn gọi là Tabua Class. Trong hạng ghế này, hãng đã bao gồm các phục vụ thức ăn va uống, chương trình giải trí. Chương trình giải trí trên không của hạng ghế này có nhiều sự lựa chọn hơn hạng phổ thông là 21 kênh video. Đồng thời, có nhiều sự lựa chọn về các món ăn. Các ghế hạng này cũng được cung cấp ổ điện để phục vụ cho những nhu sạc các thiết bị điện tử. Hạng thương gia của hãng còn có thể sử dụng phòng chờ Tabua tại sân bay Nadi. Hành khách còn được thừa hưởng sự gia tăng trong khâu kiểm soát hành lý.